# KNVB Beker 1972/73
De 55ste editie van de KNVB Beker kende NAC als winnaar. Het was de eerste keer dat de club de beker in ontvangst nam. NAC versloeg N.E.C. in de finale.

## Eerste ronde
| Datum           | Wedstrijd                  | Uitslag                    | Scoreverloop |
| --------------- | -------------------------- | -------------------------- | --- |
| 28 oktober 1972 | Veendam – Fortuna Vl       | 2 – 0 (2 – 0)              | 30' Dick Kuiter 1-0, 40' Jetze Pascal 2-0                                                                                  |
| 28 oktober 1972 | IJsselmeervogels – Roda JC | 0 – 4 (0 – 0)              | 60' Henk van Leeuwen 0-1, 65' Willy Coolen 0-2, 69' Willy Coolen 0-3, 81' Hens Fischer 0-4                                 |
| 28 oktober 1972 | Zwart Wit '28 – Volendam   | 0 – 3 (0 – 0)              | 69' Jan Bond 0-1, 74' Wim Kras 0-2, 85' Jack Hoogland 0-3                                                                  |
| 29 oktober 1972 | Caesar – Helmond Sport     | 1 – 2 (0 – 0)              | 70' Willy Lacroix (e.d.) 0-1, (73) Gerrie van Melis 0-2, 88' Leon Heuts 1-2                                                |
| 29 oktober 1972 | Ede – Willem II            | 1 – 4 n.v. (1 – 1) (0 – 1) | 20' Henk van Meteren 0-1, 64' Ab Hogenhout 1-1, 109' Ad Brekelmans 1-2, 110' Henk van Meteren 1-3, 114' Nico Hardeman 1-4  |
| 29 oktober 1972 | Elinkwijk – Eindhoven      | 3 – 0 (2 – 0)              | 10' Harry van den Ham 1-0 19' Wessel van den Bosch 2-0, 78' Frits Brouwer 3-0                                              |
| 29 oktober 1972 | Fortuna SC – PEC Zwolle    | 2 – 2 n.v. (2 – 2) (2 – 0) | 26' Uwe Blotenberg 1-0, 34' Harry Aben 2-0, 58' Fons Stoffels 2-1, 83' Herman Heskamp 2-2 PEC Zwolle wint na strafschoppen |
| 29 oktober 1972 | HVC – De Volewijckers      | 0 – 2 (0 – 0)              | 63' Toon den Boer 0-1, 70' Teun-Jan Jongens 0-2                                                                            |
| 29 oktober 1972 | Leeuwarden – Heracles      | 0 – 3 (0 – 1)              | 43' Wim Karreman 0-1, 74' Warry Grobben 0-2, 88' René Roord 0-3                                                            |
| 29 oktober 1972 | Sparta '25 – FC Dordrecht  | 0 – 0 n.v.                 | Sparta '25 wint na strafschoppen                                                                                           |
| 29 oktober 1972 | SVV – SC Cambuur           | 2 – 0 (2 – 0)              | 1' Ties van Duppen 1-0, 44' Ger Bakkes 2-0                                                                                 |
| 29 oktober 1972 | Xerxes – Heerenveen        | 0 – 1 (0 – 1)              | 5' Ginus Meijerink 0-1 |
| 29 oktober 1972 | Vitesse – De Graafschap    | 2 – 1 n.v. (1 – 1) (0 – 0) | 75' Herman Veenendaal 1-0, 78' Henny Oosterveld 1-1, 107' Bennie Hofs 2-1                                                  |
| 29 oktober 1972 | FC VVV – Wageningen        | 2 – 0 (0 – 0)              | 55' Joop de Klerk 1-0, 80' Jac Weeres 2-0                                                                                  |

## Tweede ronde
| Datum            | Wedstrijd                    | Uitslag                    | Scoreverloop |
| ---------------- | ---------------------------- | -------------------------- | --- |
| 10 december 1972 | FC Amsterdam – Helmond Sport | 3 – 1 n.v. (1 – 1) (1 – 1) | 38' Peter van den Heuvel (e.d.) 1-0, 45' Gerard van de Kerkhof 1-1, 91' Nico Jansen 2-1, 95' Huub Mensink 3-1                             |
| 10 december 1972 | AZ '67 – FC Den Bosch '67    | 2 – 0 (1 – 0)              | 37' Wim de Jager 1-0, 66' Kees Kist 2-0                                                                                                   |
| 10 december 1972 | FC Den Haag – Sparta '25     | 6 – 0 (1 – 0)              | 18' Aad Mansveld 1-0, 49' Dick Advocaat 2-0, 65' Aad Mansveld 3-0, 67' Dick Advocaat 4-0, 75' Kees Bregman 5-0, 88' Dick Advocaat (p) 6-0 |
| 10 december 1972 | Elinkwijk – FC VVV           | 2 – 0 (0 – 0)              | 51' Wessel van den Bosch 1-0, 83' Wessel van den Bosch 2-0                                                                                |
| 10 december 1972 | Excelsior – FC Utrecht       | 2 – 1 (1 – 1)              | 7' Leo van Veen 0-1, 40' Thijs Kwakkernaat 1-1, 78' Frans van der Heide 2-1                                                               |
| 10 december 1972 | Haarlem – Feyenoord          | 0 – 3 (0 – 1)              | 25' Henk Wery 0-1, 60' Theo van Duivenbode 0-2, 86' Theo de Jong 0-3                                                                      |
| 10 december 1972 | Heracles – Heerenveen        | 2 – 1 (1 – 0)              | 25' Harry Feijer 1-0, 50' Ginus Meijerink 1-1, 70' Ton van Duiven 2-1                                                                     |
| 10 december 1972 | NAC – Ajax                   | 2 – 2 n.v. (1 – 1) (1 – 1) | 17' Arnold Mühren 0-1, 41' Frans Bouwmeester 1-1, 108' Arie Haan 1-2, 120' Ad Bakker 2-2 NAC wint na strafschoppen                        |
| 10 december 1972 | N.E.C. – Go Ahead Eagles     | 1 – 0 (0 – 0)              | 89' Piet Kamps 1-0 |
| 10 december 1972 | Sparta – MVV                 | 3 – 1 (3 – 1)              | 1' Hans Eijkenbroek 1-0, 4' Henk (Charly) Bosveld 2-0, 19' Arnold (Nol) Heijerman 3-0, 35' Jan den Rooijen 3-1                            |
| 10 december 1972 | SVV – Roda JC                | 0 – 0 n.v.                 | SVV wint na strafschoppen |
| 10 december 1972 | Telstar – FC Twente '65      | 0 – 2 (0 – 2)              | 25' Theo Pahlplatz 0-1, 37' Willy van de Kerkhof 0-2                                                                                      |
| 10 december 1972 | Veendam – FC Groningen       | 1 – 0 (0 – 0)              | 52' Fred Oldenburger 1-0 |
| 10 december 1972 | Volendam – PEC Zwolle        | 0 – 1 (0 – 0)              | 56' Wim Mensink 0-1 |
| 10 december 1972 | De Volewijckers – Vitesse    | 1 – 0 (0 – 0)              | 69' Cor Zonneveld 1-0 |
| 10 december 1972 | Willem II – PSV              | 0 – 3 (0 – 1)              | 40' Bent Schmidt Hansen 0-1, 48' Bent Schmidt Hansen 0-2, 55' Eef Mulders 0-3                                                             |

## Derde ronde
| Datum           | Wedstrijd                     | Uitslag                    | Scoreverloop                                                                                                 |
| --------------- | ----------------------------- | -------------------------- | --- |
| 28 januari 1973 | FC Den Haag – De Volewijckers | 2 – 1 (1 – 1)              | 4' René Pas 1-0, 6' Joop Lok 1-1, 49' Aad Mansveld 2-1                                                       |
| 28 januari 1973 | Elinkwijk – NAC               | 0 – 4 (0 – 1)              | 25' Bertus Quaars 0-1, 60' Theo Dierckx 0-2, 63' Frans Bouwmeester 0-3, 67' Piet van Dijk 0-4                |
| 28 januari 1973 | Excelsior – PSV               | 1 – 3 (0 – 2)              | 8' Bent Schmidt Hansen 0-1, 30' Willy van der Kuijlen 0-2, 51' Pleun Strik 0-3, 82' Chris van Moerkerken 1-3 |
| 28 januari 1973 | N.E.C. – SVV                  | 2 – 0 (1 – 0)              | 8' Frans Thijssen 1-0, 52' Frans Thijssen 2-0                                                                |
| 28 januari 1973 | PEC Zwolle – Feyenoord        | 1 – 3 (0 – 1)              | 25' Theo de Jong 0-1, 80' Henk Wery 0-2, 86' Willem van Hanegem 0-3, 90' Herman Heskamp 1-3                  |
| 28 januari 1973 | Sparta – FC Amsterdam         | 1 – 0 (1 – 0)              | 21' Willy Kreuz 1-0                                                                                          |
| 28 januari 1973 | FC Twente '65 – Heracles      | 4 – 0 (1 – 0)              | 13' Theo Pahlplatz 1-0, 63' Jan Jeuring 2-0, 79' René van de Kerkhof 3-0, 86' Jan Jeuring 4-0                |
| 28 januari 1973 | Veendam – AZ '67              | 2 – 3 n.v. (2 – 2) (1 – 0) | 6' Bert Wierenga 1-0, 57' Ruud Suurendonk 1-1, 73' Kees Kist 1-2, 83' Hemmo Kerkhof 2-2, 119' Wim Kabel 2-3  |

## Kwartfinales
| Datum         | Wedstrijd              | Uitslag       | Scoreverloop                                                           |
| ------------- | ---------------------- | ------------- | ---------------------------------------------------------------------- |
| 14 maart 1973 | AZ '67 – FC Twente '65 | 1 – 0 (1 – 0) | 37' Kees Kist 1-0                                                      |
| 14 maart 1973 | FC Den Haag – NAC      | 1 – 2 (1 – 0) | 15' Hans van Eeden 1-0, 51' Martien Vreijsen 1-1, 88' Chris Bouman 1-2 |
| 14 maart 1973 | N.E.C. – Feyenoord     | 1 – 0 (0 – 0) | 47' Cas Janssens 1-0                                                   |
| 14 maart 1973 | PSV – Sparta           | 0 – 1 (0 – 1) | 4' Willy Kreuz 0-1                                                     |

## Halve finales
| Datum                           | Wedstrijd       | Uitslag       | Scoreverloop                                                             |
| ------------------------------- | --------------- | ------------- | ------------------------------------------------------------------------ |
| 4 april 1973 terrein FC Utrecht | AZ '67 – N.E.C. | 0 – 1 (0 – 1) | 18' Piet Kamps 0-1                                                       |
| 4 april 1973 Stadion Feijenoord | Sparta – NAC    | 1 – 2 (0 – 1) | 43' Addy Brouwers 0-1, 75' Janusz Kowalik 1-1, 88' Frans Bouwmeester 1-2 |

## Finale
|                               |                                    |               |        |                                                                                 |
| 31 mei 1973 Finale KNVB Beker | NAC                                | 2 – 0 (1 – 0) | N.E.C. | Stadion Feijenoord, Rotterdam Toeschouwers: 45.801 Scheidsrechter: Theo Boosten |
| 31 mei 1973 Finale KNVB Beker | Stanley Bish 10' Addy Brouwers 75' |               |        | Stadion Feijenoord, Rotterdam Toeschouwers: 45.801 Scheidsrechter: Theo Boosten |

| NAC           |  |                      |                           |
|               |  |                      |                           |
| DM            |  | Jan de Jong          |                           |
|               |  | Jan Blom             | Werd van het veld gehaald |
|               |  | Arie Delmotte        |                           |
|               |  | Ati Graaumans        |                           |
|               |  | Ad Bakker            |                           |
|               |  | Frans Bouwmeester    |                           |
|               |  | Theo Dierckx         |                           |
|               |  | Bertus Quaars        |                           |
|               |  | Martien Vreijsen     |                           |
|               |  | Stanley Bish         |                           |
|               |  | Addy Brouwers        |                           |
| Wisselspeler: |  |                      |                           |
|               |  | Gerard van den Dries | Werd in het veld gebracht |
| Trainer:      |  |                      |                           |
| Henk Wullems  |  |                      |                           |

| N.E.C.        |  |                   |                           |
|               |  |                   |                           |
| DM            |  | Harry Schellekens |                           |
|               |  | Sije Visser       |                           |
|               |  | Cees Kornelis     |                           |
|               |  | Frans Eggenkamp   |                           |
|               |  | Jo Peters         |                           |
|               |  | Jan Peters        |                           |
|               |  | Piet Kamps        |                           |
|               |  | Chris Kronshorst  |                           |
|               |  | Frans Thijssen    |                           |
|               |  | Cas Janssens      |                           |
|               |  | Jan van Deinsen   | Werd van het veld gehaald |
| Wisselspeler: |  |                   |                           |
|               |  | Ad Mellaard       | Werd in het veld gebracht |
| Trainer:      |  |                   |                           |
| Wiel Coerver  |  |                   |                           |

| KNVB Beker 1972/73 |
| ------------------ |
| NAC Eerste titel   |